# Shawn Swords
Jeffrey Shawn Swords (* 27. Dezember 1973 in Ottawa) ist ein kanadisch-irischer Basketballtrainer und ehemaliger -spieler.

## Werdegang

### Spieler
Swords war als Jugendlicher an der Woodroffe High School in Ottawa Mitglied der Basketballschulmannschaft. Von 1992 bis 1997 studierte er an der Laurentian University Wirtschaftswissenschaft und spielte für die Basketballmannschaft der Hochschule.
Als Berufsbasketballspieler war er zunächst in Großbritannien tätig. Von 1998 bis 2000 stand Swords beim BC Boncourt in der Schweizer Nationalliga A unter Vertrag, empfahl sich im Spieljahr 1999/2000 mit einem Wert von 17,2 Punkten je Begegnung für einen Wechsel zum französischen Erstligisten Besançon Basket Comté.
Im November 2001 wurde er von den Devils de Genève verpflichtet, wechselte im Dezember 2001 nach Deutschland zum Bundesligisten Mitteldeutscher BC, für den er in der höchsten deutschen Spielklasse an zwei Begegnungen mitwirkte. Ab Februar 2002 stand er bei Euro Roseto in der italienischen Serie A unter Vertrag, spielte danach im selben Land ebenfalls kurz bei Scafati Basket.
Im Herbst 2003 wurde der vielseitig einsetzbare Swords vom finnischen Erstligisten Kataja Basket Club verpflichtet. Zum Abschluss seiner Laufbahn stand er in Diensten des französischen Zweitligisten FC Mulhouse Basket.

#### Nationalmannschaft
Swords war kanadischer Nationalspieler, er nahm an den Olympischen Sommerspielen 2000 sowie an der Weltmeisterschaft 2002 teil.

### Trainer
Im Zeitraum 2007 bis 2022 arbeitete Swords in Kanada als Basketballtrainer an der Laurentian University. 2022 wechselte er ins Nachbarland, die Vereinigten Staaten, in den Trainerstab der Long Island Nets (NBA G-League). 2025 wurde Swords des Weiteren Assistenztrainer der kanadischen Nationalmannschaft.